# Václav Fiala (sochař)

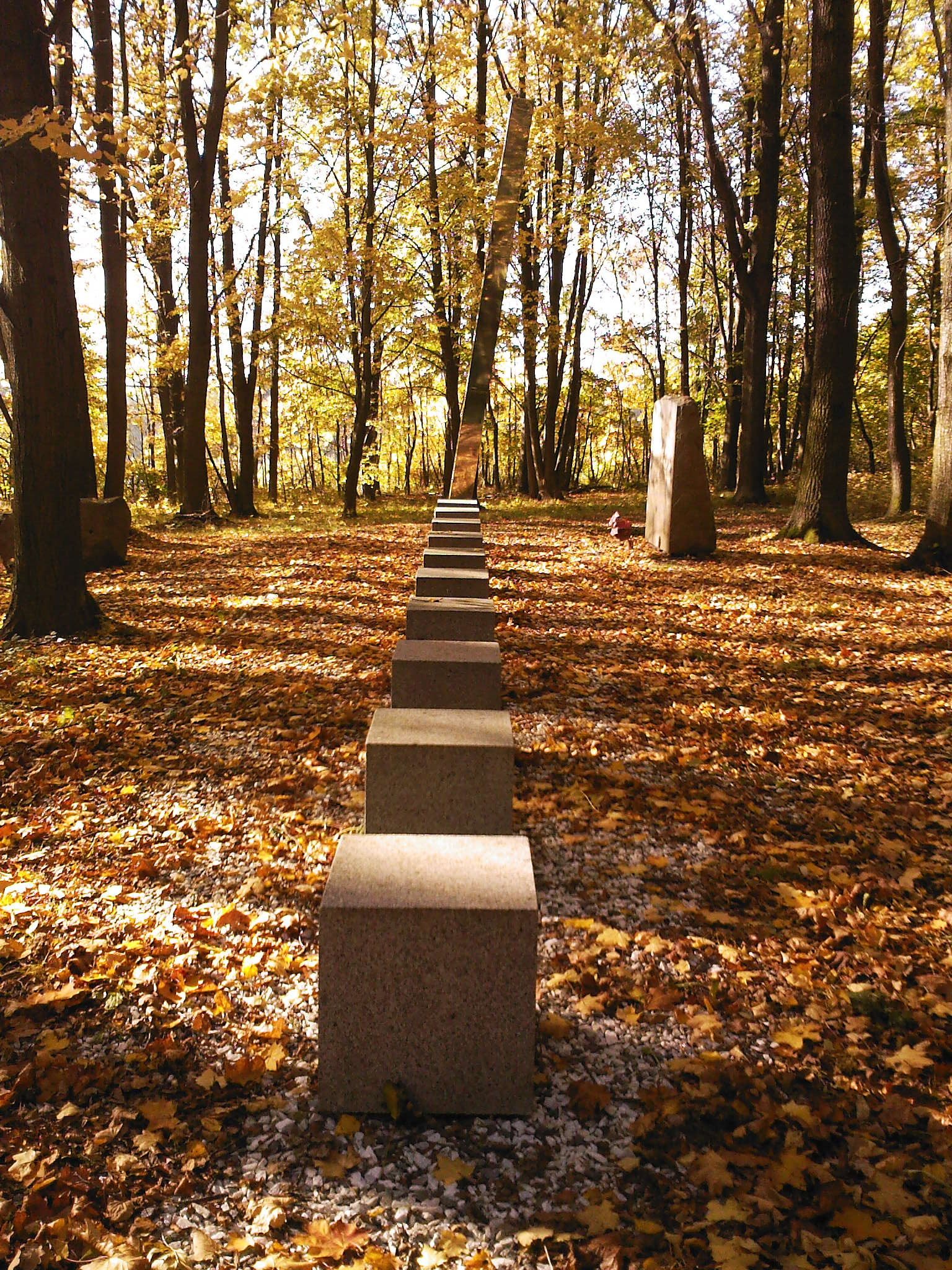
Nakloněný obelisk u Dubče

Václav Fiala (* 11. ledna 1955 Klatovy) je český sochař a malíř působící v Klatovech.

## Život a dílo
V letech 1973–1976 vystudoval Střední uměleckoprůmyslovou školu v Praze. V letech 1976–1992 se věnoval malbě, v tomto období uspořádal řadu výstav. Od roku 1992 vytváří sochařská díla. Jeho první veřejnou realizací je Pomník obětem první a druhé světové války v Rožnově pod Radhoštěm z roku 1996. Je členem Spolku výtvarných umělců Mánes. Žije a pracuje v Klatovech.